# Jean-Pierre Bechter
Jean-Pierre Bechter, né le 10 novembre 1944 à Ussel (Corrèze), est un homme politique français.
Membre du RPR, de l’UMP puis de LR, il est à deux reprises député de la Corrèze entre 1978 et 1988 et maire de Corbeil-Essonnes de 2009 à 2020.
Il est condamné pour corruption électorale en 2022 pour avoir été l'un des bénéficiaires du système de fraude instauré par Serge Dassault. 

## Biographie

### Jeunesse et études
Jean-Pierre Bechter est un ancien élève de l'école militaire préparatoire d'Aix-en-Provence et de l'Institut d'études politiques d'Aix-en-Provence.

### Parcours professionnel
Il est sous-préfet de profession.

### Parcours politique

#### Député et conseiller municipal
Jean-Pierre Bechter élu député RPR de la première circonscription de la Corrèze lors des élections législatives de 1978. Battu en 1981 par le maire communiste de Tulle, Jean Combasteil, il revient à l'Assemblée nationale le 2 avril 1986, en remplacement de Jacques Chirac, nommé Premier ministre. Il doit à sa proximité avec ce dernier, qui l'entraîne dans ses cabinets aux ministères puis à la mairie de Paris, son ascension politique et son parachutage en région parisienne.
Élu conseiller municipal dans le 12e arrondissement de Paris à l'occasion des élections de 1983, Jean-Pierre Bechter est nommé adjoint au maire la même année. Constamment réélu au conseil de Paris, il a exercé la fonction de vice-président du groupe UMP au sein de cette assemblée. En 1997 et 2002, il est battu aux élections législatives avec 16,39 % puis 19,08 % dans la 8e circonscription de Paris sans investiture UMP.

#### Maire de Corbeil-Essonnes
Administrateur de la Socpresse et du Figaro, directeur du Républicain de l'Essonne, il est candidat sur la liste de droite à l'élection municipale de 2008 à Corbeil-Essonnes.
Considéré comme le bras droit de Serge Dassault, il est investi par l'UMP pour conduire la liste « Ensemble, pour servir Corbeil-Essonnes », à la suite de l'annulation de l'élection de ce dernier. Le 27 septembre 2009, Jean-Pierre Bechter arrive en tête du premier tour avec 30,75 % des voix, contre 24,33 % à la liste communiste ; entre les deux tours, sa liste fusionne avec la liste sans étiquette de Jean-Michel Fritz. Le 4 octobre, la droite l'emporte avec 50,13 % des suffrages exprimés, soit 27 voix d'avance. Le soir-même, il déclare que Serge Dassault continuera d'assurer un rôle prépondérant à la mairie, et ajoute que « cette élection a permis de laver l'honneur de Serge Dassault, injustement bafoué par le Conseil d'État. » Une semaine plus tard, le 11 octobre 2009, Jean-Pierre Bechter est officiellement élu maire, à l'unanimité des présents (l'opposition ayant refusé de participer au vote), par le nouveau conseil municipal de Corbeil-Essonnes.
Un recours déposé par l'opposition pour la mention « Secrétaire général de la fondation Serge Dassault » sur les bulletins de vote entraîne l'annulation de l'élection municipale de 2009 par le tribunal administratif de Versailles, décision confirmée par le Conseil d'État le 22 septembre 2010. Le 7 octobre suivant, ses fonctions de maire prennent fin avec l'installation de la délégation spéciale nommée la veille par le préfet. En conséquence, un nouveau scrutin municipal se tient au mois de décembre. La liste UMP conduite par Jean-Pierre Bechter, sur laquelle figure Serge Dassault en dernière position, arrive en tête du premier tour, puis fusionne avec celle de Jean-François Bayle (divers droite). Le 12 décembre, au second tour, l'UMP remporte le scrutin avec 53,71 % des voix contre 46,29 % à la liste communiste menée par Bruno Piriou. Le conseil municipal élit de nouveau Jean-Pierre Bechter maire de Corbeil-Essonnes le 19 décembre 2010, par 32 voix contre 10 à Bruno Piriou.
À la suite d'une perquisition effectuée à la mairie, il est placé en garde à vue le 26 juin 2013 dans le cadre d'une enquête sur des soupçons de fraudes électorales, auxquelles pourraient être liées deux tentatives d'homicide,. Il est de nouveau placé en garde à vue le 15 janvier 2014 dans une enquête sur des achats de vote présumés.
La liste qu'il conduit à l'élection municipale de 2014 à Corbeil-Essonnes l'emporte au second tour avec 56,52 % des suffrages.
En septembre 2019, il est renvoyé en correctionnelle avec sept autres personnes pour « achat de votes » et « financement illégal de campagne électorale ». La justice soupçonne une « entreprise de corruption généralisée de l’électorat […] exercée à un degré sans doute jamais atteint lors des élections de 2009 et 2010, remportées par Jean-Pierre Bechter ».
En juin 2020, au second tour des élections municipales, la liste qu'il mène est défaite par celle de son adversaire historique et ancien communiste Bruno Piriou.

#### Conseiller départemental de l'Essonne
Le 29 mars 2015, Jean-Pierre Bechter est élu conseiller départemental de l’Essonne dans le canton de Corbeil-Essonnes, en binôme avec Caroline Varin. Mais le 12 septembre suivant, il annonce son intention de démissionner de cette fonction ; Serge Dassault, qui est son suppléant, le remplace ainsi au conseil départemental le 28 septembre.
À la suite de la mort de Serge Dassault, une élection cantonale partielle est organisée : le 8 juillet 2018, Jean-Pierre Bechter l’emporte au second tour avec 55,4 % des suffrages exprimés, avec une très faible participation (12,0 %).

## Affaires judiciaires

### Condamnation pour corruption électorale
Poursuivi par la justice pour achat de votes et financement illégal de campagne électorale à l'occasion des élections municipales de 2009 et 2010, Jean-Pierre Bechter, qualifié de « principal bénéficiaire du système Dassault », est condamné en décembre 2020 à deux ans de prison ferme et cinq ans d'inéligibilité. La justice évoque une « entreprise de corruption généralisée de l’électorat (…) qui s’est exercée à un degré sans doute jamais atteint lors des élections de 2009 et 2010 remportées par Jean-Pierre Bechter ». Il fait appel de ce jugement de première instance. Il est condamné en mai 2022 à deux ans de prison avec sursis et cinq ans d'inéligibilité par la cour d'appel de Paris.